# Celigów
Celigów [pronunciación en polaco: /t͡sɛˈliɡuf/] es un pueblo ubicado en el distrito administrativo de Gmina Głuchów, dentro del Distrito de Skierniewice, Voivodato de Łódź, en Polonia central. Se encuentra aproximadamente a 5 kilómetros al noreste de Głuchów, a 16 kilómetros al sur de Skierniewice, y a 44 kilómetros al este de la capital regional Lodz.